# Frei Inocêncio
Frei Inocêncio este un oraș în Minas Gerais (MG), Brazilia.